# Gollapalli . S, Srinivaspur
Gollapalli. S là một làng thuộc tehsil Srinivaspur, huyện Kolar, bang Karnataka, Ấn Độ.